# Euro Truck Simulator 2
Euro Truck Simulator 2 (comunament abreujat com a ETS2) és un videojoc de simulació de vehicles desenvolupat i publicat per SCS Programari el 19 d'octubre de 2012 per Microsoft Windows, Mac OS i Linux. És una seqüela directa del videojoc de 2008 Euro Truck Simulator i és el segon de la serie Euro Truck Simulator. El jugador pot conduir un d'una selecció de camions articulats a través d'una representació d'Europa, recollint la càrrega de diversos llocs i lliurant-la. A mesura que avança el joc, és possible que el jugador compri més vehicles, dipòsits i contracti a altres conductors perquè treballin per a ells.
L'agost de 2023, SCS Software va anunciar que crearia una nova generació del seu motor de joc actual, Prism3D, per tal d'oferir bonificacions gràfiques i de rendiment als jugadors de PC, alhora que es preparen per al llançament eventual de versions de consola del joc.
El joc va vendre més de 4,5 milions d'unitats en Steam a partir de novembre de 2017, segons el lloc web de mètriques Steam Spy. Al març de 2021 ja s'havien venuts 9 milions, segons un comunicat de premsa de Renault Trucks. El videojoc compta amb versió en català.

## Jugabilitat

Vista del conductor des d'un DAF XF durant una partida, travessant la frontera belgaholandesa. Hi ha una interfície d'usuari a la cantonada inferior dreta en la qual el jugador pot veure un mapa amb 2 elements d'interfície d'usuari separats que representen els miralls. Cal tenir en compte que la captura de pantalla és d'una versió relativament antiga i no reflecteix l'aspecte actual del joc.

Els jugadors trien la seva ubicació en qualsevol de les ciutats del mapa del joc. Al principi, el jugador només pot prendre el que es coneix com a treballs ràpids: aquests treballs impliquen realitzar lliuraments de conductors contractats mentre està empleat per una empresa de lliuraments, amb un camió proveït i totes les despeses (combustible, peatges, creus de tren i ports). A mesura que el jugador guanya diners o obté préstecs bancaris, amb el temps pot permetre's comprar un camió, adquirir un garatge a casa i començar a guanyar més diners lliurant càrrega utilitzant el seu propi camió en lloc de simplement ser un conductor de lloguer. Els diners que es guanya en el joc es pot gastar a actualitzar o comprar camions nous, contractar conductors per acceptar lliuraments, comprar més garatges i ampliar el garatge de la casa per acomodar més camions i conductors.
El jugador guanya punts d'experiència després de cada lliurament. S'atorga un punt d'habilitat després de cada nivell a dalt. Els punts d'habilitat es poden utilitzar per desbloquejar lliuraments que requereixen diferents classes de ADR, lliuraments a major distància, càrregues de càrrega especials, càrregues de càrrega fràgils, lliuraments urgents i conducció ecològica. Aquesta progressió permet al jugador assumir treballs millor remunerats.
El joc presenta 77 ciutats en tretze països diferents, més de vint tipus diferents de càrrega i més de quinze companyies europees fictícies.
El joc també compta amb una funció de "Ràdio", que permet als jugadors reproduir arxius MP3 i OGG. També permet que el jugador escolti la ràdio per Internet.
La versió 2 inclou dues noves companyies de camions, Scania i Renault, amb MAN tornant del joc original. Els camions DAF, Iveco, Mercedes-Benz i Volvo no tenien llicència oficial i van canviar els seus noms a DAV, Ivedo, Majestic i Valiant, respectivament. Les actualitzacions posteriors van incloure la marca oficial per DAF, Volvo, Iveco i Mercedes-Benz Actros.

### Mapa del joc i Contingut descargable (DLC)
El mapa del joc és una representació regionalizada d'Europa i s'inclou de sèrie els països d'Àustria, Bèlgica, República Txeca, nord-est de França, Alemanya, nord d'Itàlia, Luxemburg, Països Baixos, oest de Polònia, Eslovàquia, Suïssa i gran part del Regne Unit. A més, es pot cobrir regions addicionals amb els DLC (totalment o parcialment), a més d'uns altres DLC com a accessoris o càrregues, entre d'altres:
| Nom                   | Data de llançament        | Descripció |
| --------------------- | ------------------------- | --- |
| Going East            | 20 de setembre de 2013    | Al gener de 2013, SCS Software va anunciar el DLC Going East!, que expandeix el mapa del joc a l'Europa de l'Est. Va ser publicat el 20 de setembre de 2013 i va introduir 13 noves ciutats a Polònia, Eslovàquia, República Txeca i Hongria. Al juliol de 2015 l'actualització a la versió 1.19 del joc va afegir les ciutats de Pécs i Szeged, juntament amb noves carreteres a Hongria i Àustria. |
| Scandinavia           | 7 de maig de 2015         | El 7 de maig de 2015, SCS va llançar el DLC Scandinàvia, que compta amb una extensió de mapa a Escandinàvia incloent a Dinamarca, Noruega i Suècia. El DLC també conté 2 nous tipus de remolcs: un remolc de bestiar i un remolc per al transport de camions. Aquest últim pot ser recollit a les fàbriques Volvo Trucks i Scania a Suècia, que han estat recreades dins del joc. |
| Vive la France!       | 5 de desembre de 2016     | El 2016, SCS Software va anunciar un nou DLC anomenat Vive la France!. Aquest afegeix 15 noves ciutats de França, 20.000 km de noves carreteres, monuments famosos, vegetació millorada, així com noves càrregues, indústries i empreses. Va ser publicat el 5 de desembre de 2016. Còrsega es va afegir a l'actualització 1.36 com una addició gratuïta del paquet d'expansió. |
| Italia                | 5 de desembre de 2017     | L'11 d'agost del 2017, SCS va anunciar el DLC Italia, que va ser publicat el 5 de desembre de 2017. Es va expandir el mapa fins al territori continental d'Itàlia i Sicília, i es van actualitzar les ciutats del nord d'Itàlia incloses en el joc original. Sardenya es va afegir a l'actualització 1.35 com una addició gratuïta al paquet d'expansió. |
| Beyond The Baltic Sea | 29 de novembre de 2018    | El DLC Beyond the Baltic Sea va ser anunciat per SCS Software el 2 de març de 2018, i va incloure diversos països bàltics, incloent-hi porcions de Finlàndia i Rússia (juntament amb Óblast de Kaliningrad). El paquet inclou llocs de control fronterers a Rússia. |
| Road to the Black Sea | 5 de desembre de 2019     | El 18 de març de 2019, SCS Software va publicar un vídeo de prellançament anunciant el desenvolupament d'un altre paquet d'expansió que comptaria amb Romania, Bulgària i la part europea de Turquia. |
| Iberia                | 8 d'abril de 2021         | El 19 de desembre de 2019, SCS Software va comunicar a través del seu bloc oficial el desenvolupament d'un nou paquet d'expansió que comptaria amb Espanya i Portugal. Entre altres continguts, a més de diverses ciutats de la península, el DLC va incorporar zones naturals com el Desert de Tabernas, a la província d'Almeria. És el primer DLC realitzat expressament per a l'actualització 1.40 on es va introduir un nou sistema de visualització. |
| West Balkans          | 19 d'octubre del 2023     | El 5 de juny de 2022, SCS Software va comunicar a través del seu bloc oficial el desenvolupament d'una expansió que inclouria la regió dels Balcans i comptaria amb ciutats de Albània, Bòsnia i Hercegovina, Croàcia, Kosovo, Montenegro, Macedònia del Nord, Sèrbia i Eslovènia. |
| Greece                | TBA                       | L'1 de novembre de 2023, SCS Software va comunicar a través del seu bloc oficial el desenvolupament d'una expansió enfocada a Grècia, s'espera incloure 14 ciutats entre la Grècia continental i les seves illes, així mateix s'espera incloure paisatges típics del Mediterrani, escenaris històrics de l'Antiga Grècia i complexos hotelers. |
| Nordic Horizons       | TBA                       | Nord d'Europa. Inclourà la regió nord de Noruega, la regió de Norrland a Suècia, i la regió de Lapònia a Finlàndia. Buscarà prendre els paisatges típics de la regió àrtica escandinava i s'espera desenvolupar alhora al costat del DLC de Grècia. |
| Heart of Russia       | Cancel·lat indefinidament | El 5 de març de 2021, SCS Software va comunicar a través del seu bloc oficial el desenvolupament d'una nova expansió enfocada a Rússia, que afegeix noves ciutats de Rússia, incloent Moscou. S'esperava que el DLC es publiqués per a abril o maig de 2022 però la Invasió Russa d'Ucraïna iniciada el 24 de febrer de 2022 va generar incertesa sobre el llançament del DLC. Al maig de 2022 SCS Software va comunicar la cancel·lació oficial del DLC admetent una posició apolítica i evitant qualsevol suport a l'agressió o violència. Tot i això, no es descarta un possible llançament futur d'aquest DLC. |

#### Pintures
Un conjunt de pintures amb temàtica de Halloween va ser llançat exclusivament a la botiga Steam de Valve el 24 d'octubre de 2013. El 10 de desembre de 2013 es va publicar un conjunt de pintures temàtiques d'hivern anomenat Ice Cold. Aquests acabats poden ser aplicats a qualsevol camió al joc. El 4 d'abril del 2014, SCS Software va publicar sis pintures més en un paquet de contingut descarregable anomenat Force of Nature. Finalment, a l'actualització 1.10 i 1.11 es van introduir cinc nous esquemes de pintura amb banderes del Regne Unit, Irlanda, Escòcia, Estats Units i Canadà. El 3 d'octubre de 2014, SCS Software va publicar alguns esquemes de color basats en la Bandera d'Alemanya, abans del 24è aniversari de la reunió d'Alemanya.
Durant desembre de 2014 i gener de 2015 hi va haver una pintura exclusiva, anomenada Ravens Paint Pack per alguns jugadors, que incloïa dues pintures (1 color blau i 1 or) que només es podien desbloquejar després de recórrer una distància aproximada a la que hi ha entre Praha i el pol nord, uns (4.443 km), lliurant remolcs de Nadal. Aquest DLC originalment no estava disponible per a comprar; no obstant això, el 6 de març de 2017 es va publicar com un DLC pagament, amb contingut addicional, a través de Steam per 1,99 US$.

#### High Power Cargo Pack
El DLC High Power Cargo Pack amplía el rango de carga en el juego mediante la adición de cargas personalizadas. Las nuevas cargas y remolques suelen ser más grandes, largas y pesadas que una carga convencional. Entre ellas se incluye un helicóptero, varios tractores y perforadores, motores industriales de aire acondicionado y yates. El paquete incluye adicionalmente un esquema de pintura personalizable.

#### Schwarzmüller Trailer Pack
El DLC Schwarzmüller Trailer Pack, publicat el 16 de setembre del 2016, és el primer paquet de remolcs amb llicència oficial. El paquet afegeix cinc nous remolcs originals, modelats a partir dels remolcs austríacs produïts per Schwarzmüller.

#### Cabin Accessories
El DLC Cabin Accessories afegeix diversos elements per personalitzar la cabina del camió, com ara pancartes, banderins, un navegador portàtil i daus penjolls que responen als moviments de la cabina. Va ser publicat el 30 de setembre de 2015.

#### Heavy Cargo Pack
El 12 de maig de 2017, SCS va publicar el DLC Heavy Cargo Pack, el qual va afegir vuit nous tipus de càrrega. Cada càrrega és encara més gran i pesada que les del High Power Cargo Pack, i es transporten en un remolc especial amb eixos del darrere direccionables.

#### Special Transport
El DLC Special Transport, publicat el 13 de desembre del 2017, consisteix en càrregues encara més pesades que excedeixen les regulacions de pes i mesura de càrregues convencionals. Aquestes càrregues ocupen més d'un carril dels carrers i les autopistes i, per tant, el jugador és acompanyat per vehicles d'escorta que serveixen de guia per lliurar la càrrega a distàncies curtes. A diferència dels altres tipus de càrrega, el jugador no es pot desviar de ruta definida pels vehicles d'escorta, ni tampoc fer parades en àrees de descans o gasolineres.

#### Krone Trailer Pack
Publicat el 18 de setembre del 2018, Krone Trailer Pack és el segon paquet de remolc amb llicència oficial que es va afegir al joc. El DLC afegeix 6 nous remolcs i diversos accessoris extra.

### Vehicles
Es compten amb un total de 15 vehicles en el joc, que són ampliables mitjançant modificacions, i aquests són:
- Renault Magnum
- Renault Premium
- DAF XF
- DAF Euro 6
- MAN TGX
- Mercedes-Benz Actros
- Mercedes-Benz New Actros 2014
- Scania (Versió R i Streamline)
- Scania (Seriï S i R 2016)
- Volvo FH16
- Volvo FH16 2012
- Iveco Stralis
- Iveco Hi-Way
- Škoda Superb (Només disponible en manera Multijugador denominat com Scout Extra D)

### Modificacions al joc
La comunitat de modding en el joc crea modificacions increïbles de gairebé tots els tipus. El contingut creat per la comunitat varia des de modificacions cosmètiques senzilles que canvien l'aparença dels camions adquirits, camions totalment nous, fins a un multijugador per jugar amb altres persones i fins i tot extensions de mapes que es creen de forma regular per més contingut en el joc. Aquests poden ser:
- Camions
- Remolcs
- Interiors de Camions
- Addons (DLC'S)
- Peces o Modificacions per als Camions
- Sons
- Mapes
- Entre Uns altres.

## Recepció cap al públic
| Agregador  | Puntuació |
| ---------- | --------- |
| Metacritic | 79/100    |

| Publicació     | Puntuació |
| -------------- | --------- |
| Destructoid    | 8.5/10    |
| PC Gamer (EUA) | 85/100    |

| Publicació   | Premi                                                                       |
| ------------ | --------------------------------------------------------------------------- |
| PC Gamer     | Premi 'El Sim de l'Any 2012'                                                |
| Steam Awards | El premi "Vaig pensar que aquest joc era genial abans de guanyar un premi". |
| Steam Awards | El premi 'Asseieu-vos i relaxeu-vos'                                        |

En general, el joc va ser ben rebut pels crítics, amb un puntaje de 79/100 en Metacritic, la qual cosa indica "crítiques generalment favorables".
En una ressenya de Destructoid, Jim Sterling va elogiar l'accessibilitat del joc, assenyalant el fàcil que eren les funcions del GPS i del mapa, així com l'opció de transmetre la ràdio per Internet europea i la multitud d'opcions de control disponibles. També va elogiar els gràfics, afirmant que "des de la forma dels semàfors fins a l'atmosfera dels fons, hi ha una sensació d'individualitat a cada nou territori que descobreixi, i els camions mateixos es recreen amorosament amb un intricat nivell de detall", encara que va criticar a la IA dels altres vehicles en la carretera. En una ressenya igualment favorable, Tim Stone de PC Gamer ho va qualificar de "inesperadament absorbent", lloant la grandària del mapa i la variació de les carreteres i el paisatge disponibles. No obstant això, tenia reserves sobre la precisió de l'entorn, comentant que "ningú sembla haver-li dit als artesans rurals de SCS que la Gran Bretanya rural presenta llargues zones verdes cridades tanques. Les ciutats sovint es representen amb l'abreviatura visual més curta: uns pocs dipòsits i el punt de referència imparella si tens sort ".

### Ports
Inicialment llançat per a Windows i disponible per a la compra i la descàrrega a través del propi lloc web de SCS, el joc es va afegir a Steam el gener de 2013. Ampliant-se més enllà de la versió de Windows, SCS va anunciar el març de 2013 que estaven desenvolupant una versió per a Mac del joc. Un mes després, van llançar una versió beta de Linux del joc al públic a través de Steam. El 27 de febrer, van declarar "el port de Mac OS d'ETS 2 triga més del que ningú voldria, però confieu en nosaltres, encara hi estem treballant dur."
El 19 de desembre de 2014, SCS Software va anunciar al seu bloc que la versió OS X del joc està preparada per a una beta pública disponible a Steam. El 21 de gener de 2015, es va llançar una versió de 64 bits d′Euro Truck Simulator 2, que permet utilitzar més memòria pel joc.

### Premis
PC Gamer va atorgar al joc "Sim of the Year 2012" en els seus premis de finalització d'any. Rock, Paper, Shotgun va incloure a Euro Truck Simulator 2 en la novena posició en la seva llista de "Els 25 millors jocs de simulació que s'hagin fet mai"
Els usuaris de la plataforma de distribució de Steam van votar a Euro Truck Simulator 2 per guanyar "Vaig pensar que aquest joc era genial abans de guanyar un premi" i "Asseu-te i relaxa't" en els Steam Awards del 2016.